# Rotatividade específica
A rotatividade específica ([α]) é uma grandeza relacionada a capacidade que uma substância opticamente activa tem de rotacionar o plano de um feixe de luz polarizada.